# Bep Boon-van der Starp

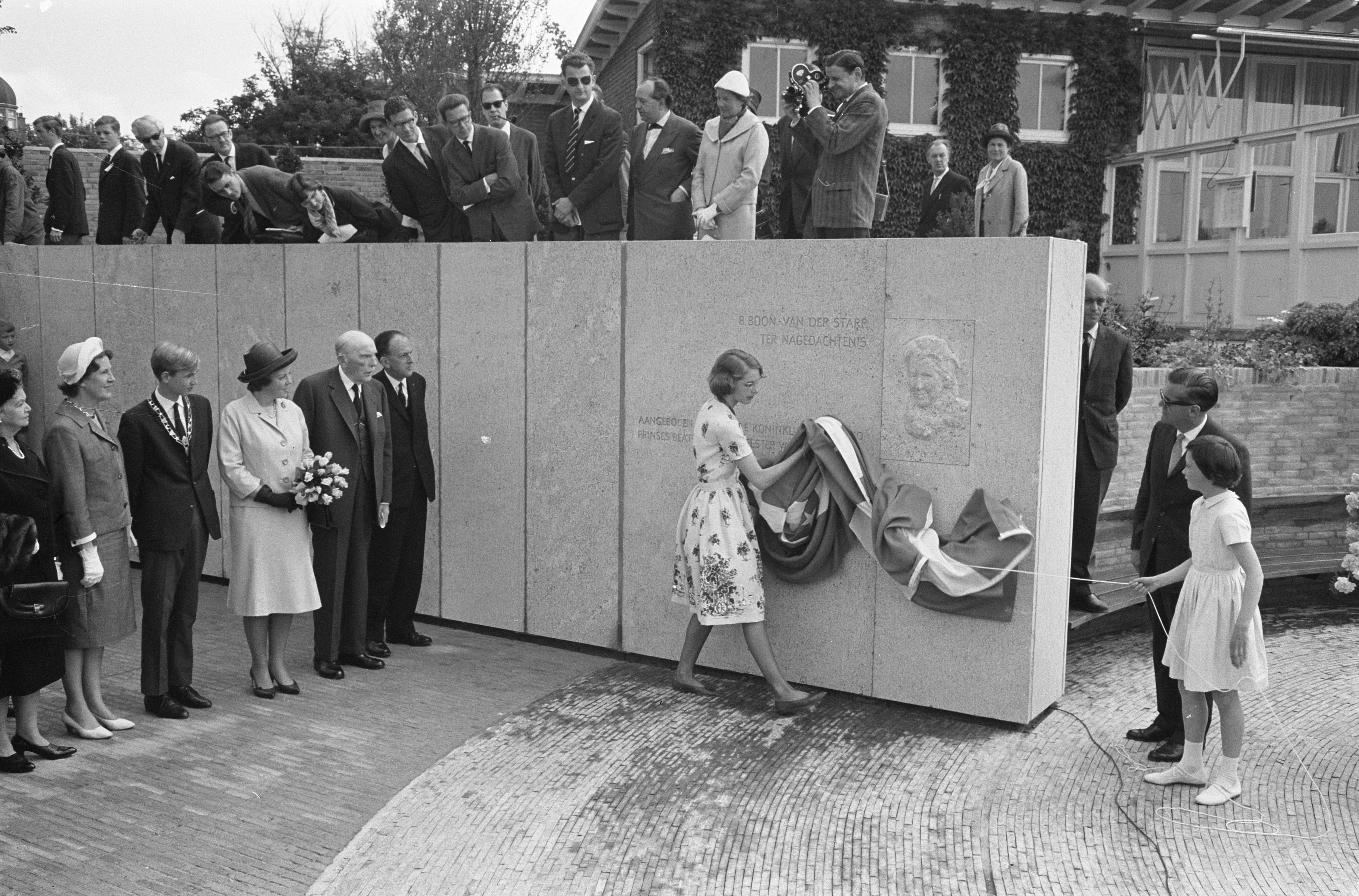
Onthulling bas-reliëf van Bep Boon-van der Starp, 1962

Bertha (Bep) Boon-van der Starp (Maassluis, 31 januari 1884 – Den Haag, 9 oktober 1959) was een Nederlandse verzetsstrijdster, de oprichtster van de Haagse afdeling van het Comité voor Joodsche Vluchtelingen, de bedenkster van Madurodam en de voorzitster van de Raad van Bijstand van het Nederlands Studenten Sanatorium (NSS).

## Levensloop
Van der Starp was de dochter van dokter Willem van der Starp en Johanna Elisabeth Meijboom. Naast arts was haar vader ook werkzaam als gemeenteraadslid. Haar ouders kregen negen kinderen van wie er zes op jonge leeftijd overleden. Van der Starp bezocht de gemeentelijke meisjes-hbs in Rotterdam en ging daarna naar de normaalschool om te studeren voor onderwijzeres.
Op 4 april 1912 trouwde Van der Starp met advocaat Gerard Boon. Samen verhuisden zij naar Leeuwarden waar Boon werk had gevonden. Het koppel kreeg twee kinderen: een zoon en dochter Els Boon. In 1922 verhuisde het gezin naar Scheveningen. Datzelfde jaar werd Boon verkozen voor de 'De Vrijheidsbond' (de latere Liberale Staatspartij). Zowel Boon als Van der Starp waren actief voor de partij.
In 1929 werd Van der Starp lid van de Radioraad. Deze regeringsadviescommissie was verantwoordelijk voor het voorbereiden van de omroepwet. Haar liberale overtuigingen en ideeën werden haar, naar eigen zeggen, door mannelijke collega's niet altijd in dank afgenomen.
In 1938 richtte Van der Starp de Haagse afdeling van het Comité voor Joodsche Vluchtelingen op. Dit comité werd in 1933 opgericht om Joodse vluchtelingen uit Duitsland en Oostenrijk te helpen. De Haagse afdeling kreeg vanwege de hulp aan Joodse kinderen de bijnaam Haagsch Kindercomité. Ongeveer 1600 Joodse kinderen kwamen tussen 1938 en mei 1940 van Oostenrijk naar Den Haag. Van der Starp en haar man boden Joodse intellectuelen een verblijfplaats aan in hun privéwoning.

### Tweede Wereldoorlog
Bij het uitbreken van de Tweede Wereldoorlog vluchtte Van der Starp met haar man en zoon naar Londen. Hun dochter Els Boon studeerde op dat moment rechten in Leiden en bleef in Nederland achter. Zij sloot zich aan bij het studentenverzet. In de oorlogsjaren verbleven Van der Starp, haar man en zoon in Engeland, Canada en de Verenigde Staten. Tijdens hun verblijf in het buitenland raakten zij bevriend met de welgestelde Joshua en Rebecca Maduro, de ouders van verzetsstrijder George Maduro.

### Terugkeer naar Nederland
Na de oorlog keerde het echtpaar met hun zoon terug naar Nederland. Boon kreeg de leiding over een militaire commissie die verantwoordelijk was voor het repatriëren van bevrijde Joden en politieke gevangenen. Van der Starp hield zich bezig met voedsel- en kledingtransporten van Engeland naar Nederland.

### Nederlands Studenten Sanatorium en Madurodam
In 1947 was Van der Starp betrokken bij de oprichting van het Nederlands Studenten Sanatorium (NSS). Het NSS was een ziekenhuis in Laren waar studenten met tuberculose hun studie konden vervolgen. Van der Starp merkte als voorzitter van de Raad van Bijstand van het NSS dat de nazorg erg kostbaar was en ging op zoek naar een verdienmodel. Zij had gezien dat een lokale accountant in Beaconsfield, Engeland, een miniatuurspoorbaan had aangelegd genaamd Bekonscot Model Village. De miniatuurspoorbaan was erg populair bij dagjesmensen en de opbrengst ging naar noodlijdende Londense ziekenhuizen. Geïnspireerd door het Engelse initiatief besloot Van der Starp in 1950 in Nederland iets vergelijkbaars te verwezenlijken. Het startkapitaal van 100.000 gulden voor dit project werd beschikbaar gesteld door Joshua en Rebecca Maduro, de ouders van George Maduro. Zij zagen het project als een monument voor hun omgekomen zoon.
In augustus 1951 sprak Van der Starp op de radio over hoe Madurodam kon dienen als leerrijk materiaal voor schoolkinderen. Zij koos architect Siebe Jan Bouma persoonlijk uit om Madurodam te ontwerpen. Bouma was tevens verantwoordelijk geweest voor het ontwerp van het Openluchtmuseum en het Zuiderzeemuseum. Madurodam werd in juli 1952 geopend. Bij de opening werd de toenmalige kroonprinses Beatrix benoemd tot burgemeester.
Van der Starp bleef tot haar dood op 9 oktober 1952 voorzitter van het Nederlands Studenten Sanatorium. In 1962 werd in Madurodam een plaquette met een bas-reliëf van haar gezicht onthuld. Tot 1964 ging de opbrengst van Madurodam naar het Nederlands Studenten Sanatorium.

## Opera
In de opera 'Maduro' over het ontstaan van Madurodam wordt de rol van Bep Boon-van der Starp vertolkt door Doris Baaten.
- Biografisch Portaal: 66033469
- Virtual International Authority File: 243686389